# Антиденикинское восстание в Дагестане (август 1919 — март 1920)
Антиденикинское восстание в Дагестане — вооружённое восстание, возглавляемое Али-Хаджи Акушинским и длившееся с августа 1919 года по март 1920 года. Штаб восставших находился в центре Даргинского округа в селении Леваши.
К началу 1919 года на юге России, в том числе и в Дагестане, территория была под контролем Добровольческой армии генерала Деникина. В то же время, в горах шли бои между большевиками и армией имама Дагестана Н. Гоцинского. Дагестанское общество разделилось на два лагеря, за и против установления Советской власти в Дагестане.

## Предыстория и причины
В середине апреля 1919 года премьер-министр Горской Республики П. Т. Коцев поехал в Даргинский округ (в сел. Акуша) к Али-Хаджи Акушинскому, к которому он пригласил и Узун-Хаджи. Оттуда с этими двумя шейхами он приехал в Темир-Хан-Шуру с целью при их поддержке объединить народы Дагестана и воздействовать на чеченцев, чтобы они продолжали войну с деникинскими войсками. 19 апреля 1919 года эти шейхи пришли на заседание Парламента Горской Республики и выступили с речами. В своей речи, в частности, Узун-Хаджи Салтинский сказал:
«Если бы мы до сих пор работали объединённо и организованно, то никакой враг бы не осмелился переступить границы нашей Родины. Первые алимы не объединялись, а за ними вся тёмная масса. Мусульмане начали убивать друг друга. Как бы не было, а прошлое надо передать забвению. Давайте же хоть теперь перед общей опасностью, перед угрозой общей для всех нас кабалы у генералов и казаков объединимся и тогда никто не сможет победить [нас]: ни казаки, никакая другая дьявольская сила. Мы, мусульмане, обязаны жить как братья, порожденные одним общим отцом. Мы слышали о бедственном положении чеченцев и ингушей. Наш долг помочь им. Если мы будем работать согласованно и организованно, то Аллах даст, все бедствия нас минует».
Али-Хаджи, видя бесчинства, которые творят деникинцы на Кавказе, с одной стороны и дагестанских социалистов (Коркмасов, Дахадаев, Тахо-Годи и другие), которые позиционировали себя как последователи демократии, свободы и власти трудящихся, с другой, выбрал оказывать поддержку социалистам в борьбе против Добровольческой армии.
В апреле 1919 года Али-Хаджи совместно с Узун-Хаджи Салтинским составил план освобождения территории Дагестана и Чечни от добровольческой армии.

В письме к командующему частей Добровольческой армии Деникину он писал: 
«Дагестанский народ не приглашал частей Добровольческой армии в пределы своей территории. Он не давал им никакого повода к вторжению и ко всем агрессивным действиям. Дагестанский народ не находит не только никакого объяснения к насилованию его воли и священного для него шариата частями Добровольческой армии. Дагестан, состоящий из трудовых элементов — рабочих и земледельцев, тяготеющих экономически к России, не открывал никакого фронта против Российской государственности. Дагестанский народ не признает никакого права за Добровольческой армией, навязывать Дагестану свою волю в вопросе о форме общегосударственного управления, Дагестан признает полное право управлять собой, и своими делами, согласно своему быту и священному шариату, впредь до установления общегосударственной формы управления в России».
Далее в письме Али-Хаджи Акушинский в ультимативной форме потребовал от А. И. Деникина очистить Дагестан от частей Добровольческой армии.

## Восстание
Народы Дагестана, руководимые своими духовными лидерами, прежде всего шейхами Али-Хаджи Акушинским и Узун-Хаджи Салтинским в начале июня 1919 года поднялись на восстание. Тот факт, что именно духовенство вдохновило людей на эту борьбу было закономерным явлением для своего времени, так как она занимала особое положение в обществе.
Повстанческие движение жёстко подавлялось (только в Губдене 24 июля было убито 300 мужчин). Шейх-уль-ислам Али-хаджи Акушинский был арестован, многие руководители (большевики) расстреляны. По мнению историка М. Магомедова, арест Али-хаджи был ошибкой Халилова, у шейха были сотни мюридов, готовых пожертвовать жизнью за своего наставника. Уже 4 августа жители всех цудахарских селений собрались на общий сход в Хаджалмахи, где было решено идти на Левашинский гарнизон и освободить шейха, что и было сделано. В тот же день казаков(300 сабель) частью перебили, частью разоружили и арестовали. Восставшим досталась также пушка и 2 пулемёта, 300 винтовок. Али-хаджи Акушинский обратился с новым воззванием к народам Дагестана с призывом встать на защиту Родины и Ислама
Восстание на Северном Кавказе проходила проходило под лозунгом «За Ислам и шариат» и приобретало национально-освободительный характер. Повстанческим движением летом были охвачены практически все округа и участки Дагестана, кроме тех, которые находились под влиянием другого влиятельного религиозного деятеля — бывшего муфтия Северного Кавказа и Дагестана Нажмудина Гоцинского.

Обращение шейха Али-Хаджи Акушинского 7 июля 1919 года:
«Мы позову своего сердца вышли на поле битвы против злодеяний, творимых последователями царя Николая. Одни из них извратили нашу религию и шариат. Дагестанские правители привели казаков в Анжи и Темир-Хан-Шуру, дали им оружие и деньги. Они хотят держать нас, как при Николае».
Назир из Дургели рассказывает об оккупации Дагестана белоказаками:
«Война продолжалась около двух лет, так как она велась в основном даргинцами».
Летом 1919 года деникинские генералы организовали очередное наступление в Дагестане. Белые сами настраивали горцев против себя, возродив карательные методы времён Кавказской войны. В ответ повстанцы Чечни и Дагестана совершали против них вылазки и отвлекали немалые сила Добровольческой армии Деникина от основной борьбы с большевиками. Летом и в начале осени произошёл ряд крупных сражений повстанцев с противниками, в ходе которых белоказаки были перебиты и рассеяны.

Характеризуя народную борьбу в регионе, В. И. Ленин в октябре 1919 года писал:
«На Кавказе ярким пламенем горит восстание против Деникина».

## В культуре

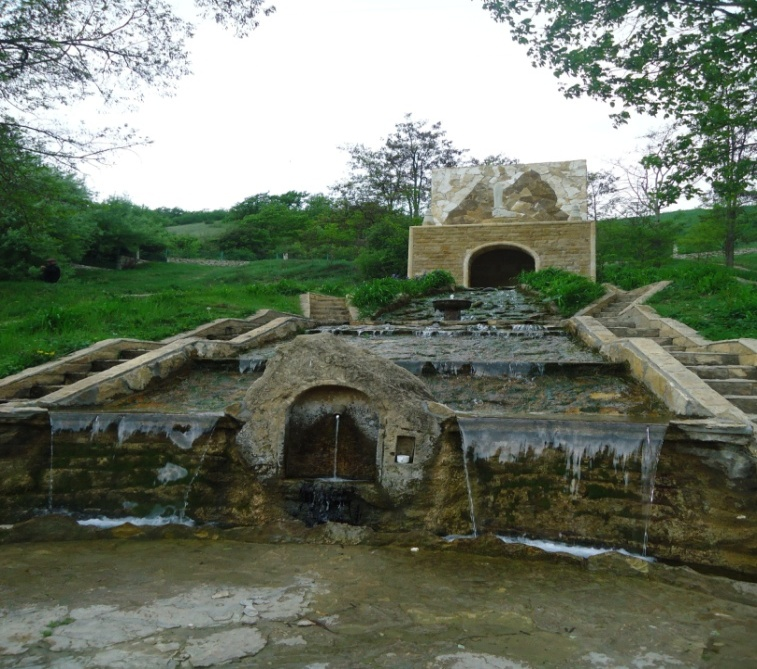
Памятник участникам Ая-какинского сражения

В ущелье Ая-кака с. Аялакаб установлен мемориал погибшим в сражении горцам. Будучи в Левашах и узнав о битве, поэт Сукур Кубран спел:
Честное дело —

Петь песню славы храбрецу,

Тому, кто не поколеблется

Отдать жизнь за свободу.

У кого львиное сердце

И взор как орла,

О тебе сегодня идет

Молва народная.

Позор трусу.

Кто спину покажет врагу.

Если и погибнет трус,

Погибнет бесславной смертью.